# Kim Young-kwang (Fußballspieler, 1983)
Kim Young-kwang (* 28. Juni 1983 in Goheung, Südkorea) ist ein ehemaliger südkoreanischer Fußballtorhüter. Anfang 2024 beendete er seine Karriere.

## Karriere

### Jugend
Kim Young-kwang spiele von 1999 bis 2001 bei der U 18 von den Chunnam Dragons. Anfang 2002 wechselte er von dort zur Hanlyo University und ging zum 1. März 2002 zurück zu den Chunnam Dragons.

### Karriere als Spieler
Vom 1. März 2002 bis 1. Januar 2007 spielte er für die Chunnam Dragons, konnte aber in der Saison 2003 nur neun Spiele in der K League 1 absolvieren, wobei er in dieser Zeit in anderen Wettbewerben, wie den Korea Cup (achtmal) und (46 Meisterschaftsqualifikationsspiele) eingesetzt wurde. Anfang 2007 schloss er sich dem Ulsan Hyundai FC an und blieb dort bis 19. Januar 2015. Für Ulsan lief er in 172 Ligaspielen in der ersten südkoreanischen Liga und Qualifikationsspielen der Liga auf. Zusätzlich wurde er u. a. 16-mal im Korea Cup und 29-mal im Ligacup eingesetzt. Von Februar 2014 bis zu seinem Vertragsende in Ulsan war er zum Gyeongnam FC ausgeliehen. Von 33 möglichen Spielen spielte er 31, musste dann aber mit dem Verein in die Abstiegsrunde. Gyeongnam FC musste in das Aufstiegs-Playoff, was verloren wurde, sodass Gyeongnam FC aus der ersten Liga abstieg. Young-kwang hatte dabei zwei der sieben Spiele absolviert.
Er wechselte zu Seoul E-Land FC, wo er bis zum 19. März 2020 in der K League 2 mit 183 Einsätzen und viermal im Korea Cup spielte. Anschließend spielte er bis zu seinem Karriereende Anfang 2024 beim Seongnam FC. Mit Seongnam FC spielte er wieder für 93 Spiele erstklassig, konnte dann aber 2023 den Abstieg in die zweite Liga nicht verhindern. Hier lief er noch 17 mal auf.
Insgesamt spielte er über 300 mal in der ersten und 199 mal in der zweiten südkoreanischen Liga. Zusätzlich war er in 38 Qualifikationsspielen des Ligasystems eingesetzt.

### Nationalmannschaft
Am 16. Mai 1998 wurde er in die U17-Nationalmannschaft von Südkorea berufen und spielte siebenmal. Für die U20 absolvierte er vier Spiele bei der Junioren-Weltmeisterschaft 2003. Am 17. März 2004 wurde er im Spiel gegen den Iran für die Olympiaqualifikation in der U23 eingesetzt und spielte dann vier Spiele bei Olympia 2004. Am 14. Februar 2004 wurde er kurz im Freundschaftsspiel der südkoreanischen Nationalmannschaft gegen den Oman eingewechselt. In der Folge kam er für die A-Nationalmannschaft Südkoreas in 14 Freundschaftsspielen zum Einsatz. Viermal spielte er in der Asien Cup Qualifikation. Bei der Fußball-Weltmeisterschaft 2006 in Deutschland war er zweiter Torhüter der Nationalmannschaft und blieb ohne Einsatz. Im WM-Aufgebot Südkoreas blieb er Ersatz hinter dem 33-jährigen Lee Woon-jae, der alle WM-Spiele Südkoreas bestritt. Auch bei der WM 2010 in Südafrika war er nur Ersatztorwart und kam zu keinem Einsatz. Diesmal wurde ihm Jung Sung-ryong vorgezogen. Am 14. November 2012 absolvierte er beim Freundschaftsspiel gegen Australien sein letztes Spiel für die südkoreanische Nationalmannschaft.

## Erfolge
- Platz 2 Ostasienmeisterschaft 2010 (als Ersatzspieler)
- Vizemeister K League 1 2011 (24 von 30 Spielen absolviert), 2013 (nur 3 von 26 Spielen absolviert)
- AFC-Champions-League-Sieger 2012 (sieben von 12 Spielen, auch ohne Finale, absolviert)